# 高溪水库
高溪水库是中国浙江省丽水市境内的一座水库，位于瓯江支流高溪上，建于1973年。水库正常库容为815万立方米，集雨面积为21平方千米，海拔为94米。